# Blainville—Deux-Montagnes
Pour les articles homonymes, voir Blainville et Deux-Montagnes (homonymie).
Blainville—Deux-Montagnes (initialement nommée Deux-Montagnes) fut une circonscription électorale fédérale située dans la région des Laurentides au Québec, représentée de 1979 à 1997.
La circonscription a été créée en 1976 avec des parties d'Argenteuil—Deux-Montagnes et de Terrebonne. Renommée Blainville—Deux-Montagnes en 1977, la circonscription fut abolie en 1996 et redistribuée parmi Saint-Eustache—Sainte-Thérèse et Terrebonne—Blainville.

## Géographie
En 1987, la circonscription de Blainville—Deux-Montagnes comprenait:
- Les villes de Blainville, Boisbriand, Deux-Montagnes, Lorraine, Rosemère, Saint-Eustache, Sainte-Marthe-sur-le-Lac et Sainte-Thérèse

## Liste des députés
| Législature                                                                | Années    | Député | Député         | Parti                     |
| -------------------------------------------------------------------------- | --------- | ------ | -------------- | ------------------------- |
| Blainville—Deux-Montagnes issue de Argenteuil—Deux-Montagnes et Terrebonne |           |        |                |                           |
| 31e                                                                        | 1979–1980 |        | Francis Fox    | Libéral                   |
| 32e                                                                        | 1980–1984 |        | Francis Fox    | Libéral                   |
| 33e                                                                        | 1984–1988 |        | Monique Landry | Progressiste-conservateur |
| 34e                                                                        | 1988–1993 |        | Monique Landry | Progressiste-conservateur |
| 35e                                                                        | 1993–1997 |        | Paul Mercier   | Bloc québécois            |
| Dissoute parmi Saint-Eustache—Sainte-Thérèse et Terrebonne—Blainville      |           |        |                |                           |